# 徳岡直樹
徳岡直樹（とくおか なおき、1970年 -）は、日本の指揮者、作曲家。台湾在住、台南市名誉市民。

## 人物・来歴
ネーメ・ヤルヴィ、パーヴォ・ヤルヴィ、フランシーヌ・オービンに師事。
国立音楽大学で打楽器を専攻し、1991～1992年にはフィルハーモニアTOKYOの専任打楽器奏者を務めた。
2001年より台湾に渡り、奇美実業交響楽団や台湾国立交響楽団の指揮者を担当。
2012年頃には、彰化市立管弦楽団の常任指揮者を務めていた。2017～2019年頃は玉山交響楽団指揮者、ほかに6つのオーケストラの常任指揮者を務めていた。2022年現在、5つのオーケストラで常任指揮者を務めている。